# Seraina Neva Grünewald
Seraina Neva Grünewald (* 1983 in Bern) ist eine Schweizer Rechtswissenschafterin.

## Leben
Sie erwarb 2008 das Anwaltspatent und 2012 das Doktorat an der Rechtswissenschaftlichen Fakultät der Universität Zürich. Dort lehrte sie von 2014 bis 2020 als Assistenzprofessorin für Finanzmarktrecht. Seit 2020 ist sie Professorin für europäisches und vergleichendes Finanzrecht an der Radboud-Universität Nijmegen.
Grünewald forscht unter anderem zu den Themen Europäische Bankenunion, Bankenabwicklung, finanzielle Stabilität und makroprudenzielle Politik, Zentralbankwesen sowie „Green Finance“.
Sie ist verheiratet und hat zwei Kinder.

## Schriften (Auswahl)
- The resolution of cross-border banking crises in the European Union. A legal study from the perspective of burden sharing. Alphen aan den Rijn 2014, ISBN 90-411-4909-0.
- mit Mirian Grosz (Hg.): Recht und Wandel. Festschrift für Rolf H. Weber. Zürich 2016, ISBN 978-3-7255-7400-1.